# Millicent Simmonds
Millicent "Millie" Simmonds (6 de marzo de 2003) es una actriz estadounidense sorda, de cine y televisión. Es más conocida por protagonizar la película dramática de 2017 Wonderstruck, la cinta de terror A Quiet Place, de 2018, y su secuela A Quiet Place Part II, de 2021. Por las dos primeras películas fue nominada para varios premios a la mejor actuación juvenil. En televisión, apareció en Andi Mack en 2018 y en This Close en 2019.

## Primeros años
Simmonds es originaria del estado estadounidense de Utah. Vive en Bountiful, Utah, y tiene cuatro hermanos, dos mayores y dos menores que ella.  Al año de edad, Simmonds perdió la audición debido a una sobredosis accidental de medicamentos. Su madre aprendió la lengua de señas estadounidense y le enseñó a la familia para que pudieran comunicarse con ella. Cuando Simmonds tenía tres años, comenzó a asistir a la Escuela de sordos Jean Massieu, donde participó en su club de teatro. Después de completar el sexto grado, se incorporó a la escuela secundaria Mueller Park en el otoño de 2015. Ha actuado en el Festival de Shakespeare de Utah en Cedar City, y su única experiencia cinematográfica antes de Wonderstruck era un cortometraje para estudiantes sordos, Color the World.   Simmonds tiene un implante coclear. Con este implante, escucha al Padre John Misty y Red Hot Chili Peppers. Su película favorita hasta la fecha es The Truman Show (1998).

## Carrera
Simmonds, quien había leído la novela juvenil de sordos Wonderstruck cuando se publicó en 2011, recibió noticias para un casting para la adaptación de la película, lanzada en 2017, de su ex-maestra de drama y audicionó para un papel en la cinta. Compitió contra más de 250 participantes y cuando consiguió el papel, se mudó a la ciudad de Nueva York con su madre y sus hermanos menores para filmar Wonderstruck. Usó intérpretes de lengua de señas estadounidense para comunicarse en el set y también recibió un tutor para continuar el trabajo escolar mientras filmaba. Charles Bramesco, de Vanity Fair dijo sobre su casting: "Nacida en Utah sin grandes créditos cinematográficos a su nombre, se espera que la joven Simmonds salte como una cara nueva en la industria y también como un ícono para sordos y otros actores con discapacidad sensorial". Cuando Wonderstruck se estrenó en el Festival de Cine de Cannes de 2017, Jake Coyle, de Associated Press, dijo que el debut en la pantalla de Simmonds fue "aclamado como un gran avance". Simmonds fue posteriormente nominada para varios premios a la mejor actuación juvenil. The Associated Press también reconoció a Simmonds como uno de los ocho actores que fueron los intérpretes revelación de 2017.
Liesl Nielsen, de KSL.com, informó en mayo de 2017 que "Millie planea continuar actuando y defendiendo a la comunidad sorda". En 2018, protagonizó la película de terror A Quiet Place como la hija sorda de una pareja oyente, interpretada por John Krasinski y Emily Blunt.  Si bien los productores no planearon específicamente elegir a una actriz sorda para interpretar a la hija sorda, Krasinski, quien también era el director, presionó para tener una actriz sorda. Simmonds y su familia respondieron las preguntas de Krasinski para escribir mejor el guion sobre una familia con un niño sordo. Los cineastas contrataron a un intérprete de lengua de señas para Simmonds, de modo que el lenguaje hablado y signado se pudiera interpretar en el set. Simmonds ayudó a enseñar a sus compañeros actores a signar.
En 2018, Simmonds apareció en un arco de dos episodios en la tercera temporada de la serie de televisión de Disney Channel Andi Mack. Apareció por primera vez como extra en la primera temporada, y los creadores de la serie la invitaron para un papel recurrente. Para su arco, Simmonds enseñó a los otros actores cómo usar la lengua de señas, y los showrunners decidieron mostrar sus escenas con lengua de señas sin proporcionar subtítulos para que los espectadores pudieran concentrarse en descubrir la lengua de señas.  En uno de los episodios, Simmonds también habló por primera vez en la cámara, respondiendo audiblemente "Me gustas" en respuesta al personaje de Asher Angel, Jonah, signando "Me gustas" a su personaje. Simmonds dijo sobre el diálogo hablado: "Ni siquiera puedo recordar cómo se mencionó o quién tuvo la idea, pero recuerdo que mi madre me preguntó cómo me sentía al respecto y le dije que pensaba que podía intentarlo. En realidad estaba bastante nerviosa por eso. No uso mucho mi voz en público".
En febrero de 2019, tras el éxito de taquilla de A Quiet Place, Simmonds entró en conversaciones para repetir su papel para la secuela, A Quiet Place Part II, estrenada en 2021.

## Filmografía
| Año       | Título                | Medio         | Papel        | Notas                                   | Ref.   |
| --------- | --------------------- | ------------- | ------------ | --------------------------------------- | ------ |
| 2017      | Wonderstruck          | Película      | Rosa         |                                         | [ 18 ] |
| 2018      | A Quiet Place         | Película      | Regan Abbott |                                         | [ 18 ] |
| 2018–2019 | Andi Mack             | Televisión    | Libby        | Arco de dos episodios en la temporada 3 | [ 7 ]  |
| 2019      | "Wanted a Name"       | Video musical | Ella misma   | Videoclip de Frenship.                  | [ 19 ] |
| 2019      | This Close            | Televisión    | Emmaline     | Estrella invitada en la temporada 2     | [ 20 ] |
| 2021      | A Quiet Place Part II | Película      | Regan Abbott |                                         |        |

## Premios y nominaciones
| Año  | Trabajo nominado | Premio | Ceremonia                                 | Ref.   |
| ---- | ---------------- | --- | ----------------------------------------- | ------ |
| 2017 | Wonderstruck     | Premios de la Crítica Cinematográfica al mejor actor joven                                                                   | 23° Premios de la Crítica Cinematográfica | [ 21 ] |
| 2017 | Wonderstruck     | Pauline Kael Breakout Award del Florida Film Critics Circle                                                                  |                                           | [ 22 ] |
| 2017 | Wonderstruck     | Premio Saturn a la mejor actuación de un actor o actriz joven                                                                | 44° Premios Saturn                        | [ 23 ] |
| 2017 | Wonderstruck     | Premios de la Sociedad de Críticos de Cine de Seattle a la Mejor Actuación Juvenil                                           |                                           | [ 24 ] |
| 2017 | Wonderstruck     | Premios de la Asociación de Críticos de Cine del Área de Washington D. C. a la Mejor Actuación Juvenil                       |                                           | [ 25 ] |
| 2017 | Wonderstruck     | Premio del Círculo Femenino de Críticos de Cine a la Mejor Actriz Joven                                                      |                                           | [ 26 ] |
| 2018 | A Quiet Place    | Premio de la Crítica Cinematográfica al mejor actor joven                                                                    | 24° Premios de la Crítica Cinematográfica | [ 27 ] |
| 2018 | A Quiet Place    | Premio de la sociedad de críticos de cine en línea de Los Ángeles a la mejor interpretación de una actriz de 23 años o menos |                                           | [ 28 ] |
| 2018 | A Quiet Place    | Premio de la Sociedad de Críticos de Cine de Seattle a la Mejor Actuación Juvenil                                            |                                           | [ 29 ] |
| 2018 | A Quiet Place    | Premio de la Asociación de Críticos de Cine del Área de Washington D. C. a la Mejor Actuación Juvenil                        |                                           | [ 30 ] |